# Uganda International 1995
Die Uganda International 1995 im Badminton fanden Mitte August 1995 statt.

## Sieger und Platzierte
| Disziplin    | Gold                        | Silber                            | Bronze                              |
| ------------ | --------------------------- | --------------------------------- | ----------------------------------- |
| Herreneinzel | Christopher Musaazi         | Frank Nsubuga                     | Frank Senteza                       |
| Herreneinzel | Christopher Musaazi         | Frank Nsubuga                     | Andrew Oryada                       |
| Dameneinzel  | Helen Luziika               | Annet Nakamya                     | Edith Wamalwa                       |
| Dameneinzel  | Helen Luziika               | Annet Nakamya                     | Allen Semanda                       |
| Herrendoppel | Naveen Frank Nsubuga        | Andrew Oryada Frank Senteza       | Godfrey Kivumbi Christopher Musaazi |
| Herrendoppel | Naveen Frank Nsubuga        | Andrew Oryada Frank Senteza       | Ebokorait Arikodi Raymond Banyanga  |
| Damendoppel  | Helen Luziika Annet Nakamya | Allen Semanda Edith Wamalwa       | Christine Mugerwa Namanda           |
| Damendoppel  | Helen Luziika Annet Nakamya | Allen Semanda Edith Wamalwa       | Susan Bamutenda Mabel Kunihira      |
| Mixed        | Naveen Annet Nakamya        | Christopher Musaazi Edith Wamalwa | Charles Arapta Allen Semanda        |
| Mixed        | Naveen Annet Nakamya        | Christopher Musaazi Edith Wamalwa | Godfrey Kivumbi Helen Luziika       |

## Finalergebnisse
| Disziplin    | Sieger                      | Finalist                          | Ergebnis     |
| ------------ | --------------------------- | --------------------------------- | ------------ |
| Herreneinzel | Christopher Musaazi         | Frank Nsubuga                     | 15–10, 15–10 |
| Dameneinzel  | Helen Luziika               | Annet Nakamya                     | 11–8, 11–6   |
| Herrendoppel | Naveen Frank Nsubuga        | Andrew Oryada Frank Senteza       | 15–8, 15–2   |
| Damendoppel  | Helen Luziika Annet Nakamya | Allen Semanda Edith Wamalwa       | 15–5, 15–5   |
| Mixed        | Naveen Annet Nakamya        | Christopher Musaazi Edith Wamalwa | 15–3, 15–7   |